# Roger de Pins
Roger de Pins (Provença, 1294 – 28 de maig 1365) va ser el Gran Mestre de l'Orde de Sant Joan de Jerusalem del 1355 al 1365.

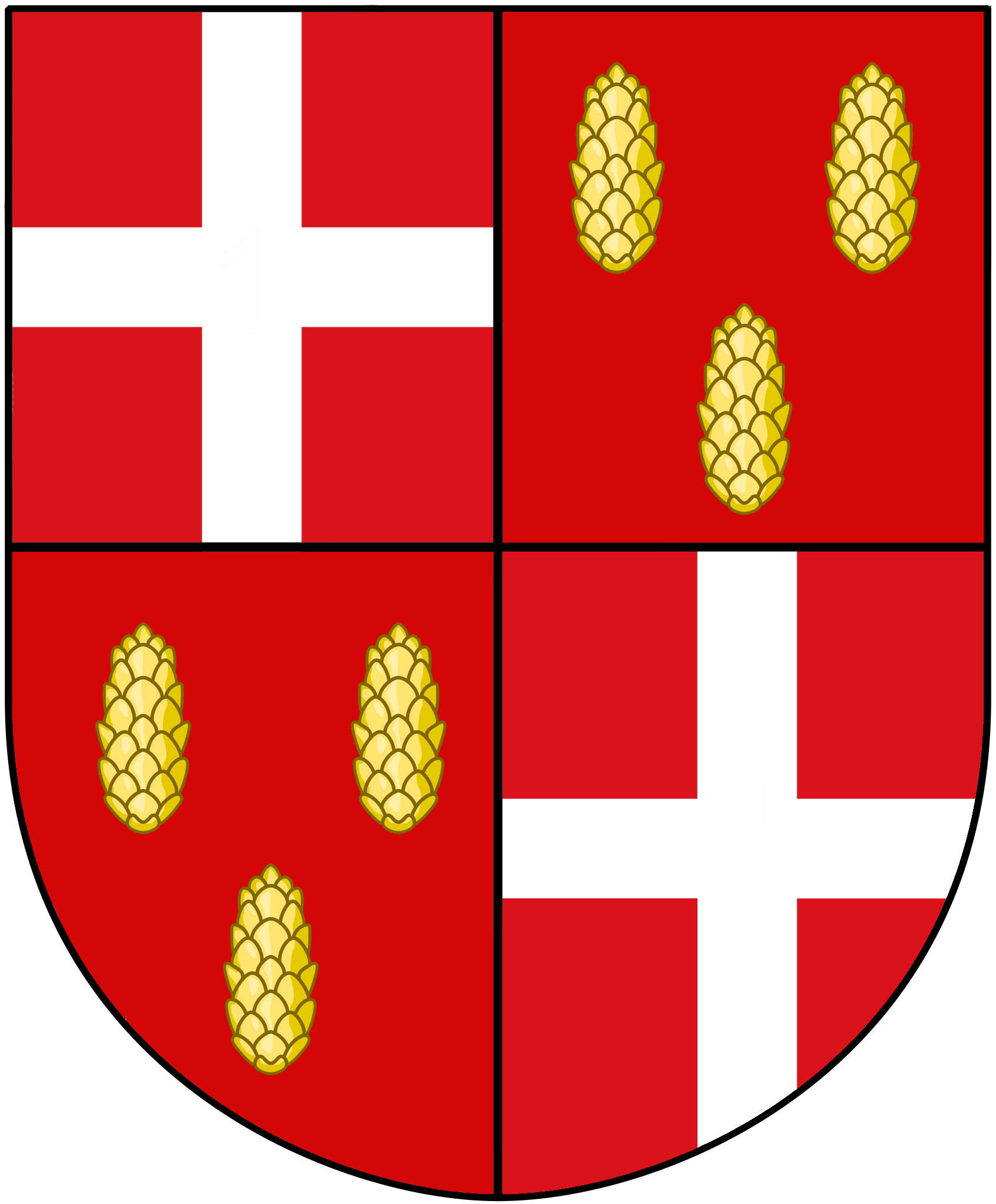
Escut d'armes del Gran Mestre de l'Orde de Sant Joan de Jerusalem, Roger de Pins.

Provenia d'una família important dins de l'orde, amb parents com Odon de Pins, Gran Mestre del 1294 al 1296, o Giraud de Pins, governant assignat pel Papa a l'illa de Rodes del 1317 al 1319 en el context d'un conflicte que va involucrar el Gran Mestre Folco del Vilaret.
Va succeir Pierre de Corneillan com Gran Mestre el setembre de 1355 i, poc després, el Papa Innocenci VI va congregar una conferència a Avinyó, amb la qual va acabar imposant un seguit de reformes a l'Orde de Sant Joan que, no només van fer minvar l'autoritat de Roger de Pins, sinó que també van demostrar un cert suport del Papa envers un dels seus rivals, Johan Ferrández d'Heredia.
El 1356, Jaume de Savoia-Acaia va proposar la venda del principat d'Acaia al Papa, que aquest va proposar de donar-lo a l'orde, fet que no va succeir, ja que l'emperador llatí s'hi va oposar.